# Jessica Madsen
Jessica Madsen, född 11 april 1992, är en brittisk skådespelare.
Madsen har bland annat medverkat i TV-serien Familjen Bridgerton och filmen Rambo: Last Blood.

## Filmografi (i urval)
- 2019 – Rambo: Last Blood
- 2020–2024 – Familjen Bridgerton (TV-serie)